# Neuquenaphis sensoriata
Neuquenaphis sensoriata är en insektsart. Neuquenaphis sensoriata ingår i släktet Neuquenaphis och familjen långrörsbladlöss. Inga underarter finns listade i Catalogue of Life.